# Коріаг Упаїга
Коріаг Упаїга (нар. 13 червня 1987, Маунт-Гаґен, Західний Гайлендс, Папуа Нова Гвінея) — папуаський футболіст, захисник клубу «Маріст Файр» з Телеком С-Ліги та збірної Папуа Нової Гвінеї.

## Клубна кар'єра
Розпочав свою кар'єру в клубі «Уелгріс Хайландерс», в якому й дебютував у Національній Соккер Лізі ПНГ. Потім перейшов до «Хекарі Юнайтед», у складі якого 3 рази вигравав національний чемпіонат (2010, 2011, 2012). В 2010 році разом з командою виграв Лігу чемпіонів ОФК. В 2012-2013 роках виступав за австралійський клуб «Саншайн Кост» в чемпіонаті штату Квінсленд. В 2013 році повернувся до «Хекарі». Ще 2 рази вигравав національний чемпіонат (2013, 2014) та одного разу став віце-чемпіоном країни (2016). В 2016 році перейшов до клубу «Маріст Файр» з Телеком С-Ліги.

## Кар'єра в збірній
В національній збірній дебютував у 2011 році. У 2012 році в складі збірної він виступав на Кубку націй ОФК 2012 року, який також був частиною кваліфікаційного раунду до Чемпіонату світу з футболу 2014 року. Загалом у складі національної збірної Коріаг Упаїга зіграв 13 поєдинків та відзначився 1 голом.

## Досягнення
- Національна Соккер Ліга ПНГ:
  -  Чемпіон (5): 2010, 2011, 2012, 2013, 2014
  -  Срібний призер (1): 2015/16

- Ліга чемпіонів
  -  Переможець (1): 2009/10

- Срібний призер Кубка націй ОФК: 2016